# Батч Рейнольдс
Батч Рейнольдс (англ. Butch Reynolds; нар. 8 червня 1964, Акрон, Огайо, США) — американський легкоатлет, що спеціалізується на спринті, олімпійський чемпіон та срібний призер Олімпійських ігор 1988 року, триразовий чемпіон світу.

## Кар'єра
| Рік             | Змагання                     | Місто                | Місце           | Дисципліна            | Примітки        |
| Представник США | Представник США              | Представник США      | Представник США | Представник США       | Представник США |
| --------------- | ---------------------------- | -------------------- | --------------- | --------------------- | --------------- |
| 1987            | Чемпіонат світу              | Рим, Італія          | 3               | біг на 400 метрів     | 44.80           |
| 1987            | Чемпіонат світу              | Рим, Італія          | 1               | естафета 4×400 метрів | 2:57.29         |
| 1988            | Олімпійські ігри             | Сеул, Південна Корея | 2               | біг на 400 метрів     | 43.93           |
| 1988            | Олімпійські ігри             | Сеул, Південна Корея | 1               | естафета 4×400 метрів | 2:56.16         |
| 1993            | Чемпіонат світу в приміщенні | Торонто, Канада      | 1               | біг на 400 метрів     | 45.26           |
| 1993            | Чемпіонат світу              | Штутгарт, Німеччина  | 2               | біг на 400 метрів     | 44.13           |
| 1993            | Чемпіонат світу              | Штутгарт, Німеччина  | 1               | естафета 4×400 метрів | 2:54.29         |
| 1995            | Чемпіонат світу              | Гетеборг, Швеція     | 2               | біг на 400 метрів     | 44.22           |
| 1995            | Чемпіонат світу              | Гетеборг, Швеція     | 1               | естафета 4×400 метрів | 2:57.32         |
| 1996            | Олімпійські ігри             | Атланта, США         | —               | біг на 400 метрів     | DNF             |